# Mátyás Katona
Mátyás Katona (Budapest, 30 dicembre 1999) è un calciatore ungherese, centrocampista del Fehérvár.

## Carriera
Cresciuto nel settore giovanile dell'Újpest, il 29 aprile 2019 firma il primo contratto professionistico con il club biancoviola. Dopo un breve periodo trascorso in prestito al Vác, il 20 giugno 2020 esordisce con la squadra di Budapest, in occasione dell'incontro di campionato perso per 1-0 contro il Ferencváros. Il 20 gennaio 2021 prolunga con l'Újpest, assieme ai compagni Áron Csongvai e Zsolt Máté.

## Statistiche

### Presenze e reti nei club
Statistiche aggiornate al 25 gennaio 2023.
| Stagione        | Squadra         | Campionato      | Campionato | Campionato | Coppe nazionali | Coppe nazionali | Coppe nazionali | Coppe continentali | Coppe continentali | Coppe continentali | Altre coppe | Altre coppe | Altre coppe | Totale | Totale | Totale |
| Stagione        | Squadra         | Comp            | Pres       | Reti       | Comp            | Pres            | Reti            | Comp               | Pres               | Reti               | Comp        | Pres        | Reti        | Pres   | Reti   |        |
| --------------- | --------------- | --------------- | ---------- | ---------- | --------------- | --------------- | --------------- | ------------------ | ------------------ | ------------------ | ----------- | ----------- | ----------- | ------ | ------ | ------ |
| 2019-feb. 2020  | Vác             | NBII            | 13         | 2          | MK              | 0               | 0               | -                  | -                  | -                  | -           | -           | -           | 13     | 2      |        |
| feb.-giu. 2020  | Újpest          | NBI             | 2          | 0          | MK              | 0               | 0               | -                  | -                  | -                  | -           | -           | -           | 10     | 0      |        |
| 2020-2021       | Újpest          | NBI             | 7          | 0          | MK              | 3               | 1               | -                  | -                  | -                  | -           | -           | -           | 10     | 1      |        |
| 2021-2022       | Újpest          | NBI             | 25         | 5          | MK              | 3               | 0               | UECL               | 3                  | 0                  | -           | -           | -           | 31     | 5      |        |
| 2022-2023       | Újpest          | NBI             | 16         | 2          | MK              | 1               | 0               | -                  | -                  | -                  | -           | -           | -           | 17     | 2      |        |
| Totale Újpest   | Totale Újpest   | Totale Újpest   | 50         | 7          |                 | 7               | 1               |                    | 3                  | 0                  |             | -           | -           | 60     | 8      |        |
| Totale carriera | Totale carriera | Totale carriera | 63         | 9          |                 | 7               | 1               |                    | 3                  | 0                  |             | -           | -           | 73     | 10     |        |

## Palmarès

### Club

#### Competizioni nazionali
- Coppa d'Ungheria: 1

Újpest: 2020-2021